# Семисотка (Білгород-Дністровський район)
Семисо́тка — село в Україні, у Петропавлівській сільській громаді Білгород-Дністровського району Одеської області. Населення становить 15 осіб.

## Історія
Село засноване 1822 року.
12 червня 2020 року, відповідно з розпорядженням Кабінету Міністрів України № 720-р «Про визначення адміністративних центрів та затвердження територій територіальних громад Одеської області», Петропавлівська сільська рада об'єднана з Петропавлівською сільською громадою.
17 липня 2020 року, в результаті адміністративно-територіальної реформи та ліквідації Саратського району, село увійшло до складу Білгород-Дністровського району.

## Населення
Згідно з переписом УРСР 1989 року чисельність наявного населення села, яке тоді входило до складу Тарутинського району, становила 54 особи, з яких 21 чоловік та 33 жінки.
За переписом населення України 2001 року в селі мешкало 15 осіб 100 % населення вказало своєю рідною мовою молдовську мову/румунську мову.